# Karol Lipiński
Karol Lipiński ou Karol Józef Lipiński, né le 30 octobre 1790 à Radzyń Podlaski (Pologne) et mort le 16 décembre 1861 à Lwów (actuelle Lviv en Ukraine), est un violoniste, compositeur, chef d'orchestre et pédagogue polonais, célèbre dans l'Europe entière au début du XIXe siècle.

## Biographie

### Enfance et débuts
Son père, Feliks (1765-1847), occupait le poste de chef de la musique du comte Potocki à Radzyń Podlaski. Karol a reçu de lui les rudiments de son art ; mais dès l'âge de huit ans, il est capable de jouer des concertos de ses contemporains, tels Pleyel, qu'il avait appris tout seul, en fouinant dans la bibliothèque du Comte.
Après le troisième partage de la Pologne (1795), la famille déménage en 1799 à Lwów, ville désormais située dans la partie annexée par l'Autriche, le père étant engagé chez le comte Adam Starzeński. L'enfant reçoit alors un enseignement approfondi en pratiquant la Méthode de violon de Pierre Baillot ; à dix ans, il se met un temps au violoncelle, attiré par le son puissant et grave de l'instrument. Plus tard, il dira que le coup d'archet énergique qui le caractérise provient de cette pratique. Il se produit dans les salons.
À vingt ans, en 1809, il est engagé comme premier violon solo à l'orchestre du théâtre de Lwów et l'année suivante compose ses premières œuvres d'importances : trois symphonies.
En 1812, il est nommé maître de chapelle du théâtre, poste qu'il occupe deux ans, et où il collabore avec le directeur, Jan Nepomucen Kamiński, à l'écriture et la production d'opéras ou à des adaptations. Il étudie consciencieusement le répertoire français, allemand et italien de l'époque.
C'est en répétant avec les chanteurs (lui ne jouant que fort mal au piano et eux déchiffrant bien mal) qu'il expérimenta le jeu en double cordes et en accords, peu pratiqué alors. Il en devient un expert et les accords furent une marque et un point fort de son jeu.

### Le virtuose
C'est le 19 février 1815 qu'il décide de se lancer dans une carrière de concertiste virtuose : le jour où à Vienne, il entend un concert de Louis Spohr. Il abandonne son poste de chef d'orchestre pour se consacrer uniquement à son jeu, étudiant particulièrement Tartini et Viotti. C'est à cette époque que la célébrité d'un autre virtuose du violon lui vint aux oreilles : Paganini.
Le 30 octobre 1817, commence son voyage en Italie pour rencontrer et écouter Paganini à Padoue. Le 17 avril 1818 à Piacenza, ils jouent tous deux le double concerto de Rodolphe Kreutzer. Paganini propose même une tournée italienne commune, que Lipiński refuse pour ne pas prolonger son séjour.
Paganini lui a dédicacé ses Variations burlesques sur "Le Carnaval de Venise", op. 10 pour violon solo. En 1827, Lipiński a dédié à Paganini son opus 10. Lipiński est parfois appelé le « Paganini polonais », mais n'a pourtant jamais imité et les ressemblances sont lointaines. La virtuosité rivale des deux hommes a par la suite compromis leur amitié, mais l'Italien a fait un magnifique éloge : lorsqu'on lui demandait qui était le meilleur violoniste du moment, il répondait : « Le meilleur, je ne sais pas, mais le deuxième est certainement Lipinski. »
À son retour, s'arrêtant à Trieste, Lipiński rencontre un élève de Tartini qui lui donne des enseignements sur la manière de jouer de son maître. De retour en Pologne, la popularité de Lipiński augmenta d'un coup quand on apprit qu'il avait joué avec le virtuose italien.
En 1820, en séjour à Berlin, il rencontre Louis Spohr. Il se produit  en Russie en 1825. En 1829, il retrouve Paganini lors de concerts à Varsovie.

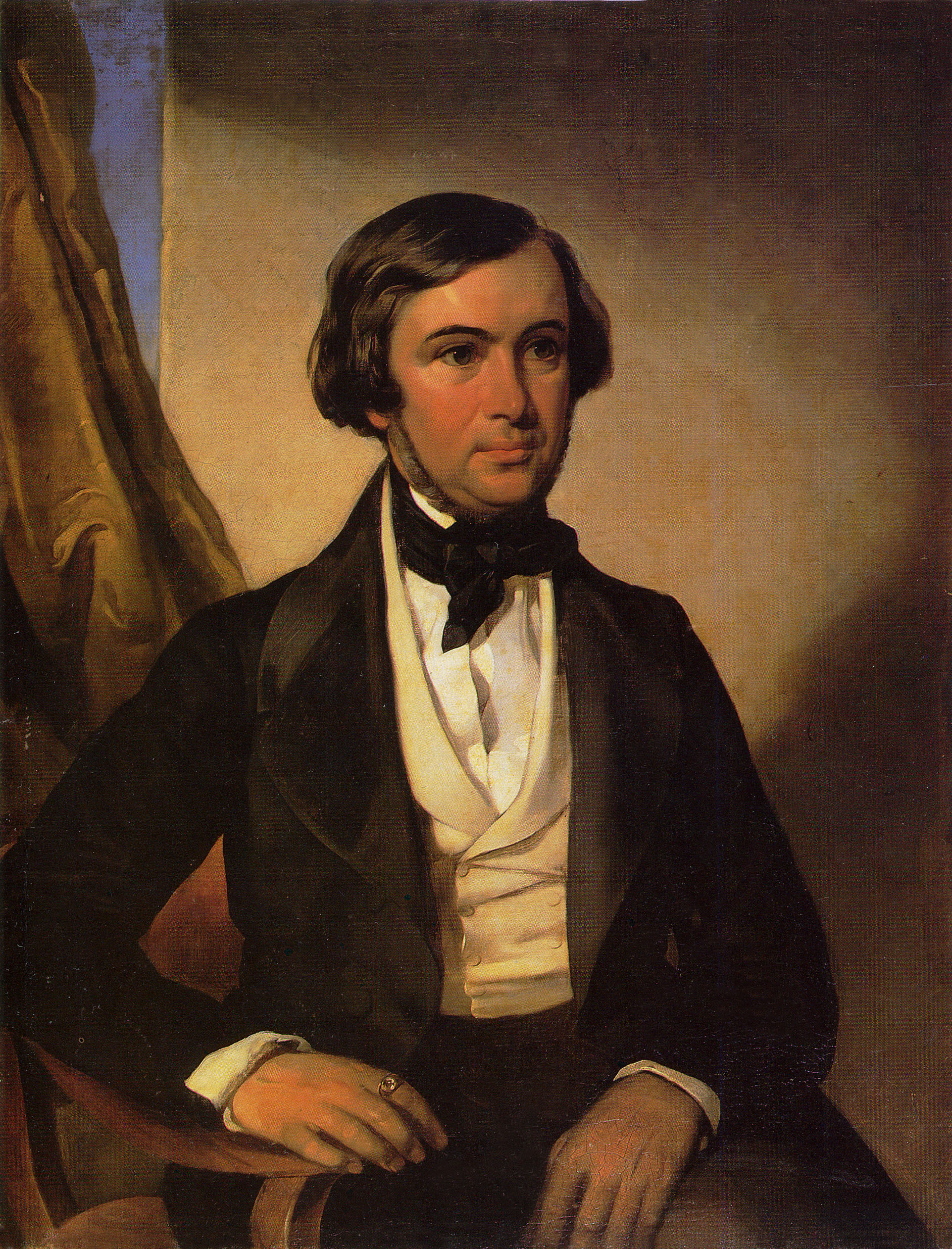
Lipiński en 1835, par le peintre Alojzy Reichan.

En 1835, il commence une tournée en Allemagne, en France et en Angleterre, où il joue son « Concerto Militaire » avec le Royal Philharmonic Orchestra (1836). À son retour, passant par Leipzig, il brigue le poste de maître de chapelle, sans succès, la place est attribuée à Ferdinand David. Il y rencontre Robert Schumann qui en a fait l'éloge : 

« Lipinski est là. Ces trois mots suffisent amplement à faire battre le cœur des mélomanes. Ajoutons encore : Lipinski donnera un concert ; et le mélomane jubile et va immédiatement même tout en œuvre pour entrer en possession de la clef qui lui permettra d'accéder à ce régal. Nous nous garderons de prononcer un quelconque autre mot que son nom pour recommander ce grand artiste. Celui qui ne le connaît pas sera condamné au châtiment de ne pas connaître « l'autre Paganini »... »

Il poursuit les tournées en Russie et en Autriche.

### Dresde (1839-1859)
Du 1er juillet 1839, jusqu'à 1859, il est à la fois premier violon à l'orchestre de Dresde et maître de chapelle de la cour. Les relations sont plutôt tendues entre Lipiński et le jeune Wagner :

« Tout à coup, il s'avéra que je m'étais attiré la profonde jalousie d'un homme de la part de qui je ne m'attendais pas à de pareils sentiments, Karl Lipinski, violoniste célèbre en son temps et premier violon solo à la chapelle royale de Dresde depuis de nombreuses années. C'était un homme talentueux, plein de fougue et d'originalité, mais aussi d'une vanité incroyable, qui associée à un caractère versatile et méfiant, typiquement polonais, avait pris une tournure inquiétante. J'ai toujours eu beaucoup de difficultés à travailler avec lui, car si ses explications instructives avaient un effet positif certain sur le niveau technique des violonistes, il n'était guère à sa place comme violon conducteur d'un ensemble bien équilibré. »

Cependant que Berlioz rapporte son enthousiasme :

« Je devais en outre rencontrer à Dresde un ami chaud, dévoué, énergique, enthousiaste, Charles Lipinski, que j'avais autrefois connu à Paris. Il m'est impossible de vous dire, mon cher Ernst, quelle ardeur cet excellent homme mit à me seconder. Sa position de premier maître de concert, et l'estime générale dont jouissent en outre sa personne et son talent, lui donnent une grande autorité sur les artistes de la chapelle. »

Durant ses années de poste à Dresde il alimenta aussi la vie musicale de nombreux concerts en quatuor à cordes, notamment ceux de Beethoven, à qui il vouait une admiration sans borne (ainsi que Bach).
Il a eu quelques élèves célèbres : citons Henryk Wieniawski et Joseph Joachim.
En 1860, atteint de goutte, il doit totalement abandonner son instrument. À l'été 1861, il se retire dans son domaine d'Urlow, où il meurt le 16 décembre.

## Hommages
Le Conservatoire supérieur de musique de la ville de Wrocław en Pologne, porte son nom : Académie de musique Karol-Lipiński de Wrocław (pl).
Un Stradivarius de 1715 (Instruments de Stradivarius) — ayant aussi appartenu à Tartini et Joseph Joachim — porte le nom de Lipiński. Aujourd'hui, il est mis à la disposition du soliste Frank Almond, du Milwaukee Symphony Orchestra.
Un violon nommé Ex-Lipiński, un Guarneri del Gesù datant de 1742, ayant appartenu au virtuose, est joué aujourd'hui par Daniel Hope.

## Œuvre
Lipiński est l'auteur d'une dizaine de concertos pour violon.
- op. 2 - Siciliano pour violon et orchestre
- op. 10 - Trois Caprices pour violon seul, dédiés à Paganini (1827)
- op. 11 - Variation sur une thème de l'opéra « La Cenerentola » de Rossini pour violon et orchestre
- op. 12 - Trio en la majeur pour deux violons et violoncelle
- op. 13 - Rondo alla Polacca pour violon, piano et orchestre en mi majeur (avant 1821)
- op. 14 - Concerto pour violon et orchestre no 1 en fa-dièse mineur (31 octobre 1832 - création Lvov, 4 février 1824)
- op. 21 - Concerto pour violon et orchestre no 2 « Concerto Militaire » en ré majeur (1833)
- op. 22 - Variations de Bravoure sur une romance militaire en ré majeur (Lvov, 1832-33)
- op. 24 - Concerto pour violon et orchestre no 3 en mi mineur
- op. 32 - Concerto pour violon et orchestre no 4 en la majeur
- Trois Symphonies
- Diverses pièces pour violon seul, violon et piano, trios à cordes
- Diverses Fantaisies d'après des opéras pour violon et piano ou orchestre d'après Rossini, Bellini, Verdi, Meyerbeer et autres.
- Musique pour l'opéra comique « Landadel oder Streit um den Wind »
- Musique pour le drame « Die Belagerung von Smolensk »

## Discographie
- Concerto pour violon no 1 op. 14, Rondo alla polacca op. 13, Variations de Bravoure op. 22 - Laurent Breuninger (violon), Ochestre de la Radio polonaise, dir. Wojciech Rajsik (septembre 2001, CPO 999 912-2) (OCLC 725601581)
- Concerto pour violon no 2 op. 21, Concerto pour violon no 3 op. 24 et Concerto pour violon no 4 op. 32 (CPO 999 787-2) (OCLC 637755282)